# Список видов семейства Cycloctenidae
Список всех описанных видов пауков семейства Cycloctenidae на 25 июля 2014 года.

## Cycloctenus
Cycloctenus L. Koch, 1878
- Cycloctenus abyssinus Urquhart, 1890 — Новый Южный Уэльс
- Cycloctenus agilis Forster, 1979 — Новая Зеландия
- Cycloctenus Центральнаяis Forster, 1979 — Новая Зеландия
- Cycloctenus cryptophilus Hickman, 1981 — Тасмания
- Cycloctenus duplex Forster, 1979 — Новая Зеландия
- Cycloctenus fiordensis Forster, 1979 — Новая Зеландия
- Cycloctenus flaviceps L. Koch, 1878 — Австралия
- Cycloctenus flavus Hickman, 1981 — Тасмания
- Cycloctenus fugax Goyen, 1890 — Новая Зеландия
- Cycloctenus infrequens Hickman, 1981 — Тасмания
- Cycloctenus lepidus Urquhart, 1890 — Новая Зеландия
- Cycloctenus montivagus Hickman, 1981 — Тасмания
- Cycloctenus nelsonensis Forster, 1979 — Новая Зеландия
- Cycloctenus paturau Forster, 1979 — Новая Зеландия
- Cycloctenus pulcher Urquhart, 1891 — Новая Зеландия
- Cycloctenus robustus (L. Koch, 1878) — Новый Южный Уэльс
- Cycloctenus westlandicus Forster, 1964 — Новая Зеландия

## Galliena
Galliena Simon, 1898
- Galliena montigena Simon, 1898 — Ява

## Plectophanes
Plectophanes Bryant, 1935
- Plectophanes altus Forster, 1964 — Новая Зеландия
- Plectophanes archeyi Forster, 1964 — Новая Зеландия
- Plectophanes frontalis Bryant, 1935 — Новая Зеландия
- Plectophanes hollowayae Forster, 1964 — Новая Зеландия
- Plectophanes pilgrimi Forster, 1964 — Новая Зеландия

## Toxopsiella
Toxopsiella Forster, 1964
- Toxopsiella alpina Forster, 1964 — Новая Зеландия
- Toxopsiella australis Forster, 1964 — Новая Зеландия
- Toxopsiella Центральнаяis Forster, 1964 — Новая Зеландия
- Toxopsiella dugdalei Forster, 1964 — Новая Зеландия
- Toxopsiella horningi Forster, 1979 — Новая Зеландия
- Toxopsiella lawrencei Forster, 1964 — Новая Зеландия
- Toxopsiella medialis Forster, 1964 — Новая Зеландия
- Toxopsiella minuta Forster, 1964 — Новая Зеландия
- Toxopsiella nelsonensis Forster, 1979 — Новая Зеландия
- Toxopsiella orientalis Forster, 1964 — Новая Зеландия
- Toxopsiella parrotti Forster, 1964 — Новая Зеландия
- Toxopsiella perplexa Forster, 1964 — Новая Зеландия

## Uzakia
Uzakia Kocak & Kemal, 2008
- Uzakia unica (Forster, 1970) — Новая Зеландия